# Igor Petrowitsch Choroschew
Igor Petrowitsch Choroschew (russisch Игорь Петрович Хорошев, englische Transkription Igor Khoroshev; * 14. Juli 1965 in Moskau) ist ein in den USA lebender russischer Musiker.

## Leben
Der russischstämmige, mittlerweile in den USA lebende Keyboarder spielt seit seinem vierten Lebensjahr Klavier und lernte in seiner Heimat auch Horn, Posaune, Gitarre, Bass und Schlagzeug zu spielen. Er ist studierter Musiker.
In den frühen 1990er Jahren zog er nach Boston, wo er unter anderem mit Benjamin Orr von der Band The Cars zusammenarbeitete. Carl Jacobson von Cakewalk Software, für deren Pro Audio 9 er mindestens 30 Originalkompositionen beisteuerte, stellte ihn 1997 Jon Anderson, dem Sänger der Progressive-Rock-Band Yes vor.
Als Keyboarder von Yes wurde Choroschew erstmals einem breiteren Publikum bekannt. Er gehörte der Band von 1998 bis 2000 an. Für das Album Open Your Eyes (veröffentlicht 1997) wurde er als bezahlter Keyboarder erst spät zu den Sessions hinzugezogen, da Rick Wakeman die Band vorher verlassen hatte. Er war jedoch noch kein festes Bandmitglied. Der Großteil der Keyboardparts war bis dahin von Neumitglied Billy Sherwood eingespielt worden. Choroschew ersetzte einige Parts Sherwoods, und Steve Howe ließ ein Gitarrensolo entfernen, um Platz für einen weiteren Beitrag Choroschews zu schaffen. Er ist auf New State of Mind, No Way We Can Lose und Fortune Seller zu hören.
Choroschew spielte dann während der Open your Eyes-Tour die Tasteninstrumente und wurde im Verlauf der Tour zu einem festen Bandmitglied (siehe auch „House of Yes – Live from House of Blues“). Auch auf dem Nachfolger „The Ladder“ ist er zu hören.
1999 veröffentlichte Choroschew sein erstes Soloalbum Piano Works. Er trug auch zu dem Emerson, Lake & Palmer-Tribute-Album Encores, Legends and Paradox bei.
Choroschew musste die Band verlassen, als er nach einem Konzert eine junge Frau sexuell belästigte. Seit seinem Austritt bei Yes komponiert er wenig erfolgreich Filmmusik. Zusammenarbeiten mit anderen Musikern (wie MAO Inhibitor) blieben meist fruchtlos. Auch ein Projekt mit dem Yes-Sänger Jon Anderson (True You True Me) scheiterte.

## Diskografie
Solo
- Piano Works (1999)

Mit Yes
- siehe Yes

Weitere Arbeiten
- Emerson, Lake & Palmer-Tribute-Album „Encores, Legends and Paradox“